# Псковско-Островская операция
Пско́вско-Остро́вская опера́ция — наступательная операция войск 3-го Прибалтийского фронта против сил немецкой 18-й армии, проведённая 11—31 июля 1944 года с задачами прорыва хорошо подготовленной обороны противника на (линии «Пантера»), освобождения города Пскова и Острова и развития наступления вглубь Прибалтики.
В результате операции советские войска выполнили поставленные задачи и значительно способствовали наступлениям 2-го Прибалтийского и Ленинградского фронтов.

## Силы сторон

### РККА
3-й Прибалтийский фронт — командующий генерал-полковник И. И. Масленников, начальник штаба генерал-лейтенант В. Р. Вашкевич:
- 42-я армия — командующий генерал-лейтенант В. П. Свиридов.
- 67-я армия — командующий генерал-лейтенант В. З. Романовский.
- 54-я армия — командующий генерал-лейтенант С. В. Рогинский.
- 1-я ударная армия — командующий генерал-лейтенант Н. Д. Захватаев.
- 15-я воздушная армия — командующий генерал-лейтенант авиации Н. Ф. Науменко.

### Вермахт
Группа армий «Север» — командующий генерал-полковник Й. Фриснер, с 23 июля — генерал-полковник Ф. Шёрнер:
- 18-я армия — командующий генерал артиллерии Г. Лох: 28-й, 38-й, 50-й армейские корпуса.
- 1-й воздушный флот — командующий генерал К. Пфлюгбейл.

## Обстановка перед началом операции
К началу весны 1944 года в результате Ленинградско-Новгородской стратегической операции советские войска нанесли поражение немецкой Группе армий «Север» и заставили противника отступить на линию «Пантера». На этом заранее подготовленном рубеже части 18-й и 16-й немецких армий сумели закрепиться и остановить советское наступление. В ходе ожесточенных боев в марте-апреле 1944 года войска Ленинградского и 2-го Прибалтийского фронтов так и не смогли прорвать оборону противника и достигли только локальных успехов. В частности, соединения 22-й и 10-й гвардейской армий захватили «Стрежневский плацдарм» на западном берегу реки Великой.
В середине лета 1944 года, учитывая успешное начало операции «Багратион», Ставка ВГК приняла решение предпринять наступление и в Прибалтике. Войскам Ленинградского фронта предстояло провести Нарвскую операцию, войскам 3-го Прибалтийского фронта — Псковско-Островскую, а войскам 2-го Прибалтийского фронта — Режицко-Двинскую. Эти наступательные операции, являясь частью единого стратегического замысла, должны были проводиться в тесном взаимодействии и способствовать успеху друг друга.
К моменту начала советского наступления в Прибалтике наметившийся разгром немецкой Группы армий «Центр» в Белоруссии поставил войска Группы армии «Север» в критическое положение — связь между двумя Группами армий была нарушена, а южный фланг оказался оголенным и слишком растянутым. Пытаясь спасти положение, немецкое командование было вынуждено перебросить из состава Группы армий «Север» в Белоруссию восемь пехотных дивизий и одну танковую. Однако советские войска успешно продолжали наступление. В частности продвижение вперед 1-го Прибалтийского фронта на мемельском направлении создало угрозы отрезать всю группу армий «Север» от Восточной Пруссии.
В этих обстоятельствах командующий Группой армии «Север» Й. Фриснер 12 июля вынес на рассмотрение А. Гитлера следующие предложения:

Трезво оценивая обстановку, можно сделать только один вывод — для спасения группы армий «Север» необходимо, оставив достаточно сильные арьергардные группы, способные вести сдерживающие бои, отвести армии в следующих направлениях:
— армейскую группу «Нарва» — в направлении Таллинна, откуда в зависимости от развития обстановки эвакуировать её морским путём в Ригу, Лиепаю или Клайпеду;
— 16-ю и 18-ю армии — на линию Каунас — Рига.

Учитывая обстановку южнее Западной Двины, нельзя с уверенностью сказать, возможен ли ещё отвод войск группы армий на новые рубежи. Но это необходимо попытаться сделать, потому что в противном случае группа армий «Север» будет окружена, а частично и уничтожена.
Однако А. Гитлер не дал однозначного ответа на эти предложение. 23 июля Г. Фриснер был переведен на должность командующего Группой «Южная Украина». Новым командующим Группой армии «Север» стал генерал Ф. Шернер. К этому моменту советские войска уже перешли в наступление.

## План операции
6 июля 1944 года Ставка ВГК своей директивой поставила задачу войскам 3-го Прибалтийского фронта разгромить Псковско-Островскую группировку противника. В директиве, в частности, говорится:

Подготовить и провести операцию с целью разгромить псковско-островскую группировку противника и на первом этапе овладеть [районом] Остров, Лыэпна, Гулбенэ. На втором этапе наступать в общем направлении на Выру, выйти в тыл псковской группировке противника и занять Псков, Выру. В дальнейшем овладеть Тарту, Пярну и выйти в тыл нарвской группировке противника. Для выполнения указанной задачи нанести один общий удар силами не менее 12—13 стрелковых дивизий со средствами усиления из района стрежневского плацдарма в общем направлении на Яунлатгале, Балви, Гулбенэ.
Придавая большое значение успеху предстоящего наступления, И. В. Сталин распорядился отправить в качестве представителя Ставки ВГК начальника оперативного отдела Генштаба С. М. Штеменко с группой офицеров для поддержки командования фронта в подготовке и осуществлении операции.
Согласно окончательному плану операции, разработанному Военным советом фронта при участии представителя Ставки ВГК, войска 1-й ударной (переданного Ставкой ВГК из состава 2-го Прибалтийского фронта) и 54-й армий были сосредоточены в районе Стрежневского плацдарма для нанесения главного удара смежными флангами обеих армий в направлении Курово — Аугшпилс — Малупе. Одновременно войска 67-й и 42-й армии должны были сковать противостоящие им силы противника, а на втором этапе операции овладеть городами Остров и Псков.
В последующем войска фронта должны были наступать в направлении Выру и способствовать тем самым войскам Ленинградского фронта в боях за Нарву, а затем с рубежа Псков — Выру — Дзени предполагалось наступать в направлении Тарту или Пярну.
11 июля Ставка ВГК своей директивой предписала ускорить подготовку наступления против Псковско-Островской группировки противника, так как перед фронтом 2-го Прибалтийского фронта противник начал отход в направлении Опочки. Поскольку немецкие войска могли начать отступление и из района Пскова и Острова, войскам 3-го Прибалтийского фронта было приказано «начиная с 11.07.1944 г. вести боевую разведку с целью установить прочность обороны противника и своевременно обнаружить возможный его отход».

## Ход боевых действий
11 июля войска 3-го Прибалтийского фронта начали проводить разведку боем, разрушать укрепления противника артиллерийским огнём и проводить локальные операции. Так, 11—16 июля части 54-й армии вышли к реке Великой на участке Печехново — Семендяхи и захватили ещё один плацдарм на западном берегу реки.
Утром 17 июля началась основная фаза наступления фронта. После мощной артподготовки и мощных ударов авиации в наступление перешли части 1-й ударной и 54-й армий со Стрежневского плацдарма. Огневая система противника была надежно подавлена и стрелковые части сумели достаточно быстро прорвать оборону противника, который оборонялся в этом районе силами 32-й, 83-й, и 218-й пехотных дивизий и нескольких охранных полков. Вскоре стало очевидно, что эти немецкие части составляли арьергард, прикрывавший отход основных сил на запад. В сложившихся условиях командование фронтом приняло решение незамедлительно бросить в бой заранее созданные «группы преследования». В 1-й ударной армии «группу преследования» составили полк 85-й стрелковой дивизии и 16-я танковая бригада, а в 54-й армии — части 288-й стрелковой дивизии и 122-я танковая бригада.
Преследуя отступающего противника, за два дня части 1-й ударной и 54-й армий продвинулись вперед на 40 километров, расширив фронт прорыва до 70 километров. Было освобождено более 700 населенных пунктов. К вечеру 18 июля части 1-й ударной армии вышли с юго-запада к городу Острову, но взять его с ходу не смогли. Части противника продолжали упорно оборонять город.
21 июля, как и было намечено, к наступлению присоединились войска 67-й армии, которые при содействии частей 1-й ударной армии 21 июля освободили город Остров. В бою за Остров наиболее отличились: 44-я стрелковая дивизия, «танковая группа майора П. С. Цыганкова» с танками 51-го отдельного танкового полка, 23-я инженерно-сапёрная бригада из 67-й армии и 146-я стрелковая дивизия, 23-я гвардейская стрелковая дивизия, 258-й отдельный танковый полк, 332-й гвардейский тяжёлый самоходный артиллерийский полк 1-й ударной армии.
22 июля перешли в наступление войска 42-й армии. Ударом левого фланга на Попов Крест части армии обошли Псков с юга, форсировали реку Великую и 23 июля силами 128-й, 376-й стрелковых дивизий и 14-го укрепрайона совместно с 291-й стрелковой дивизией из 67-й армии освободили Псков.
Приказами Верховного главнокомандующего войскам, участвовавшим в освобождении городов Остров и Псков, была объявлена благодарность, а в Москве 21 и 23 июля были даны салюты в честь этого события.
После выполнения основной части операции Ставка ВГК приказала командованию 3-го Прибалтийского фронта развивать наступление в направлении Алуксне — Валга с целью в дальнейшем отрезать от Риги все силы противника в Эстонии и северной части Латвии. Осуществить в полной мере намеченный план войскам фронта не удалось из-за нехватки сил, но продолжение наступления способствовало действиям 2-го Прибалтийского фронта в направлении Резекне — Мадона и Ленинградского фронта в районе Нарвы.
К 31 июля войска 3-го Прибалтийского фронта вышли в район западнее Изборска, а на валговском направлении — к востоку от Алуксне и Гулбене, где немецкими войсками была подготовлена новая линия обороны «Мариенбург». На этом рубеже наступление советских войск было на короткое время приостановлено.

## Итоги операции
В результате операции войска 3-го Прибалтийского фронта выполнили поставленные перед ними задачи, нанесли серьёзное поражение немецкой 18-й армии и овладели мощным Псковско-Островским укрепленным районом противника. Поскольку по состоянию на лето 1944 года Псковской области ещё не существовало (создана Указом Президиума Верховного Совета СССР от 23 августа 1944 г.), Псковско-Островская операция привела к окончательному освобождению Ленинградской области. Продвинувшись вперед от 50 до 130 километров на территорию Латвии и южной Эстонии, войска 3-го Прибалтийского фронта вышли в тылы нарвской и тартуской группировкам противника и значительно способствовали наступлению Ленинградского фронта. 7 наиболее отличившихся в боях частей и соединений получили почётные наименования «Псковские», 9 — «Островские».
В начале августа 1944 г. войска 3-го Прибалтийского фронта провели Тартускую наступательную операцию, прорвали линию «Мариенбург» и успешно продолжили наступление.
Потери немецких войск в этой операции часто по отечественным источникам указываются до 60 000 человек убитыми и до 5000 пленными. Однако в работе И. Никитинского и С. Вроневского, где они впервые были опубликованы со ссылками на архивные документы, эти потери относятся к периоду с 17 июля по 6 сентября 1944 года (то есть охватывают и Тартускую операцию и даже последующие после её завершения боевые действия). Таким образом, пока немецкие потери в Псковско-Островской операции остаются неизвестными.

### Документы
- Русский архив: Великая Отечественная. Ставка ВГК. Документы и материалы. 1944—1945.. — М.: Терра, 1999. — Т. 16 (5–4). — 368 с. — ISBN 5-300-01162-2.

### Мемуары
- Штеменко С.М. Генеральный штаб в годы войны. — М.: Воениздат, 1989.
- Фриснер Г. Проигранные сражения. — М.: Воениздат, 1966.
- Жаркой Ф. М.Танковый марш. Изд. 4-е: МВАА. — СПб., 2015.
- Рудаков М. В. На Псковском направлении. // Военно-исторический журнал. — 1971. — № 6. — С.73-82.

### Исторические исследования
- Шигин Г. А. Битва за Ленинград: крупные операции, «белые пятна», потери / Под ред. Н. Л. Волковского. — СПб.: Полигон, 2004. — 320 с. — ISBN 5-17-024092-9.
- Никитинский И., Вроневский С. Псковско-Островская операция. // Военно-исторический журнал. — 1974. — № 10. — С.34-42.